# Harry Potter a Fénixův řád (film)
Harry Potter a Fénixův řád je britsko-americký film natočený podle stejnojmenné předlohy britské spisovatelky J. K. Rowlingové v roce 2007.

## Rozdíly od knihy
Harry Potter a Fénixův řád je nejrozsáhlejší kniha celé série, proto muselo být v pátém filmu vynecháno mnoho scén. Vynechány byly například všechny famfrpálové zápasy, upravena byla scéna, kdy mladý James Potter šikanuje mladého Severuse Snapea. Vynechána byla také návštěva rodičů Nevilla v nemocnici svatého Munga, kde se Ron a Hermiona dozvěděli o tom, že Bellatrix Lestrangeová umučila manžele Longbottomovy (Harry to už věděl). Vyškrtnuto bylo několik místností na odboru záhad, bubák paní Weasleyové, to jak se stali Ron a Hermiona prefekty, Firenze jako učitel jasnovidectví. Proškrtány byly i Kráturovy výstupy, neobjevili se ani Dobby a Rita Holoubková. Při bitvě na ministerstvu jsou vynechány úrazy jednotlivých bojovníků a opět se neobjevil ani SPOŽÚS. Chybou ve filmu je, když Hermiona jmenuje mezi důvody, proč Cho Changová brečí, že je nervní kvůli NKÚ, ale Cho je o ročník výše než hlavní trojice, takže už má zkoušky rok za sebou. Přehnaný je také počet nařízení Dolores Umbridgeové, za její vlády v Bradavicích nebyly v knize sundávány portréty ani nebyli všichni žáci vyslýcháni pod veritasérem. Harry také učí členy Brumbálovy armády kouzlo Levicorpus, které objevil až v šestém díle jako kouzlo vynalezené Princem dvojí krve.

## Obsazení
| Daniel Radcliffe         | Harry Potter             |
| Rupert Grint             | Ron Weasley              |
| Emma Watsonová           | Hermiona Grangerová      |
| Michael Gambon           | Albus Brumbál            |
| Imelda Staunton          | Dolores Umbridgeová      |
| Helena Bonham Carterová  | Belatrix Lestrangeová    |
| Ralph Fiennes            | Lord Voldemort           |
| Maggie Smithová          | Minerva McGonagallová    |
| Robbie Coltrane          | Rubeus Hagrid            |
| Alan Rickman             | Severus Snape            |
| Gary Oldman              | Sirius Black             |
| Bonnie Wrightová         | Ginny Weasleyová         |
| Evanna Lynchová          | Lenka Láskorádová        |
| Tom Felton               | Draco Malfoy             |
| Jason Isaacs             | Lucius Malfoy            |
| Matthew Lewis            | Neville Longbottom       |
| Oliver a James Phelpsovi | Fred a George Weasleyovi |
| Katie Leung              | Cho Changová             |
| Warwick Davis            | Filius Kratiknot         |
| Emma Thompsonová         | Sibylla Trelawneyová     |
| Robert Hardy             | Kornelius Popletal       |
| David Thewlis            | Remus Lupin              |
| Natalia Tena             | Nymfadora Tonksová       |
| Brendan Gleeson          | Alastor Moody            |
| Mark Williams            | Arthur Weasley           |
| Julie Waltersová         | Molly Weasleyová         |
| Richard Griffiths        | Vernon Dursley           |
| Fiona Shaw               | Petunie Dursleyová       |
| Harry Melling            | Dudley Dursley           |
| Robert Pattinson         | Cedric Diggory           |